# The Perfect Moment
The Perfect Moment foi a retrospectiva mais abrangente dos trabalhos do fotógrafo nova-iorquino Robert Mapplethorpe. A exposição abrangeu 25 anos da sua carreira, apresentando retratos de celebridades, autorretratos, estudos interraciais, naturezas mortas florais, imagens homoeróticas e colagens. A exposição, organizada por Janet Kardon do Instituto de Artes Contemporâneas de Filadélfia, foi inaugurada no inverno de 1988, poucos meses antes da morte de Mapplethorpe, por complicações associadas à SIDA, em 9 de março de 1989. Em digressão, no verão de 1989, a exposição tornou-se no centro de uma polémica sobre o financiamento federal às artes e sobre a censura.

## Exposição

### Contexto
The Perfect Moment cobriu todos os aspetos da carreira do fotógrafo, desde o final dos anos 1960 até 1988. A exposição itinerante estava programada para ser exibida em cinco outros museus de várias regiões dos Estados Unidos ao longo de um ano e meio. Incluía mais de 150 imagens. Apesar do caráter polémico de algumas das fotos, a resposta da crítica foi entusiástica e a afluência do público foi robusta durante todo o período da exposição em Filadélfia (de dezembro de 1988 a janeiro de 1989).
The Perfect Moment viajou para o Museu de Arte Contemporânea de Chicago. Mais uma vez, a receção pública e da crítica foi favorável. Em junho de 1989, após o cancelamento da exposição pela Corcoran Gallery of Art de Washington DC, duas semanas e meia antes da sua inauguração, The Perfect Moment inesperadamente desencadeou uma polémica nacional e o Instituto de Artes Contemporâneas de Filadélfia ganhou um papel de relevo no debate no Congresso sobre o que deveria ou não ser financiado com dinheiros públicos. As questões da censura e da liberdade artística que a exposição colocou ocuparam grande parte dos debates entre conservadores e liberais durante e logo após a presidência de Ronald Reagan. Membros da direita religiosa, especialmente, criticaram académicos e artistas pelo que consideravam ser obras indecentes, subversivas e blasfemas.

### Apresentação e trabalhos mostrados
Na exposição The Perfect Moment as fotografias foram agrupadas em três categorias:
- Retratos e estudos de figuras;
- Arranjos florais, dramaticamente iluminados, a cores e a preto e branco;
- Fotografias de sadomasoquismo (S&M) gay explícito.

As séries X, Y e Z de Robert Mapplethorpe exploram três temas: sadomasoquismo homossexual (X); naturezas mortas de flores (Y); e retratos nus de homens afro-americanos (Z). As fotos S&M extremamente gráficas da série X foram apresentadas numa área separada, com acesso restrito a maiores de idade. As séries foram apresentadas em conjunto com uma série de poemas de Patti Smith. Os poemas ecoam os tropos X, Y e Z de Mapplethorpe.
“Y é o símbolo do contrato que existe entre o artista e o seu criador/ Y é a consumação desta ideia através da projeção da perfeita foto. ”Por favor, utilizem a poesia entre aspas, como citações; quero que sejam óbvias.”— Patti Smith
Entre as imagens que geraram mais controvérias estavam:
- Jim and Tom, Sausalito, 1977
- Man in a Polyester Suit, 1980
- Jesse McBride, 1976
- Rosie (Honey), 1976

Rosie, um retrato a preto e branco de uma menina muito nova agachada ao ar livre, com parte do vestido levantado, expondo os seus genitais, gerou polémica por causa da idade da menina e pela questão do consentimento. Esta fotografia foi considerada pornografia infantil pelos detratores de Mapplethorpe, e é surpreendente que tenha sido apresentada no catálogo da exposição, considerando que a gráfica se recusou a imprimi-la para a retrospetiva de Mapplethorpe no Whitney Museum of Art em 1988. Havia uma outra fotografia de uma criança nua, "Jessie McBride", que também contribuiu para a polémica criada em torno da pornografia infantil.

## Receção crítica
Os críticos de arte de Filadélfia, o primeiro local onde a exposição foi apresentada, avaliaram o trabalho de Mapplethorpe com base em questões formais, sem comentarem o conteúdo provocador das fotografias da série X. Em geral, a exposição foi recebida com entusiasmo pelos críticos de Filadélfia e de Chicago, onde a exposição foi apresentada no Museu de Arte Contemporânea.
No entanto, uma campanha lançada pela American Family Association, um grupo conservador, que pretendia censurar o que consideravam arte “indecente”, alterou a situação. Em 12 de junho de 1989, Christina Orr-Cahall, diretora da Corcoran Gallery of Art, cancelou a a apresentação de The Perfect Moment, programada para estrear a 30 de junho. Orr-Cahall temia que a exposição colocasse em risco o financiamento público do National Endowment for the Arts (NEA) no Congresso dos Estados Unidos .
A exposição desencadeou um dos episódios mais ferozes das "guerras culturais" norte-americanas e desencadeou um debate sobre a produção cultural financiada pelo estado e o apoio à arte sexualmente explícita ou sacrílega por fundos públicos.

### Debate sobre o National Endowment for the Arts
O cancelamento de The Perfect Moment provocou um forte debate sobre a censura no âmbito do financiamento público às artes, que chegou às primeiras páginas dos jornais no ano seguinte.
Em 30 de junho de 1989, manifestantes irritados com o cancelamento da exposição pela galeria Corcoran projetaram slides das fotografias de Mapplethorpe na fachada do museu. Setecentas pessoas reuniram-se para expressar indignação com a decisão da Corcoran. Michael Brenson, crítico de arte do New York Times escreveu: “Esta exposição deveria ser vista. É extremamente lamentável que a Galeria de Arte Corcoran a tenha cancelado no mês passado numa tentativa de evitar discussão política... Por mais que Mapplethorpe tenha sido considerado um renegado e fora de lei, é um artista claramente importante. Amava a novidade e o glamour e era obcecado pelo momento, o que está sempre presente nas suas fotos. Pelos seus espaços limitados e pelo seu sentido de abstração e atenção a todas as formas, contornos e texturas, Mapplethorpe é um descendente do formalismo dos anos 1960." O Washington Project for the Arts (WPA) entrou em cena, oferecendo-se para apresentar a exposição, e em 22 de julho de 1989, The Perfect Moment estreou-se neste espaço de arte alternativa, sem que houvesse qualquer incidente a registar.
No entanto, o senador Jesse Helms apresentou legislação para impedir o National Endowment for the Arts (NEA) de financiar obras de arte que fossem consideravas “obscenas”. A legislação viria a exigir depois a todos os beneficiários de fundos da NEA que assinassem um compromisso declarando que não promoveriam a obscenidade. A obrigatoriedade desta declaração provocou protestos de artistas e organizações artísticas. Quando, no ciclo de atribuição de subsídios seguinte, neste clima de medo, pedidos de financiamento no valor de várias centenas de milhares de dólares foram rejeitados, os artistas indignados promoveram ações judiciais contra a NEA. No Congresso, acabou por se chegar a um consenso e, embora a alteração radicalmente restritiva de Helms não tenha sido aprovada, foram aprovadas algumas restrições aos procedimentos de financiamento da NEA.

### Censura
Em março de 1990, os Citizens for Community Values, um grupo que lutava contra a pornografia de Cincinnati Ohio, lançaram uma campanha com o objetivo de pressionar o Contemporary Arts Center (CAC) para cancelar The Perfect Moment. Quatrocentos visitantes do museu foram mandados sair pela polícia de Cincinnati quando filmavam as fotos de Mapplethorpe, como prova a apresentar para apoiar as acusações de obscenidade contra Dennis Barrie, o diretor do CAC, e contra o CAC. Esta foi a primeira vez que um museu nos Estados Unidos enfrentou um processo judicial pela apresentação de obras artísticas.
Dennis Barrie e o CAC foram absolvidos no caso de obscenidade no dia 5 de outubro de 1990. A acusação não conseguiu convencer o júri de que as fotografias de Mapplethorpe careciam de mérito artístico. Em Cincinnati, mais de 80.000 pessoas foram ver a exposição. Esta tentativa de censura sem dúvida projetou mais atenção sobre o trabalho de Mapplethorpe do que a que teria recebido de outra forma.

### Legado
Desde os eventos do CAC, as imagens de The Perfect Moment, incluindo as séries X, Y e Z, têm circulado por centenas de exposições internacionalmente. O trabalho de Mapplethorpe é atualmente representado em museus em todo o mundo, incluindo o Museu Solomon R. Guggenheim, o Museu Municipal de Arte de Los Angeles (LACMA) e o J. Paul Getty Trust. Estas fotos e a história das tentativas de censura durante os anos 1990 influenciaram artistas, inspiraram defensores LGBTQ e deram origem a inúmeros artigos académicos.